# Schapen (Braunschweig)

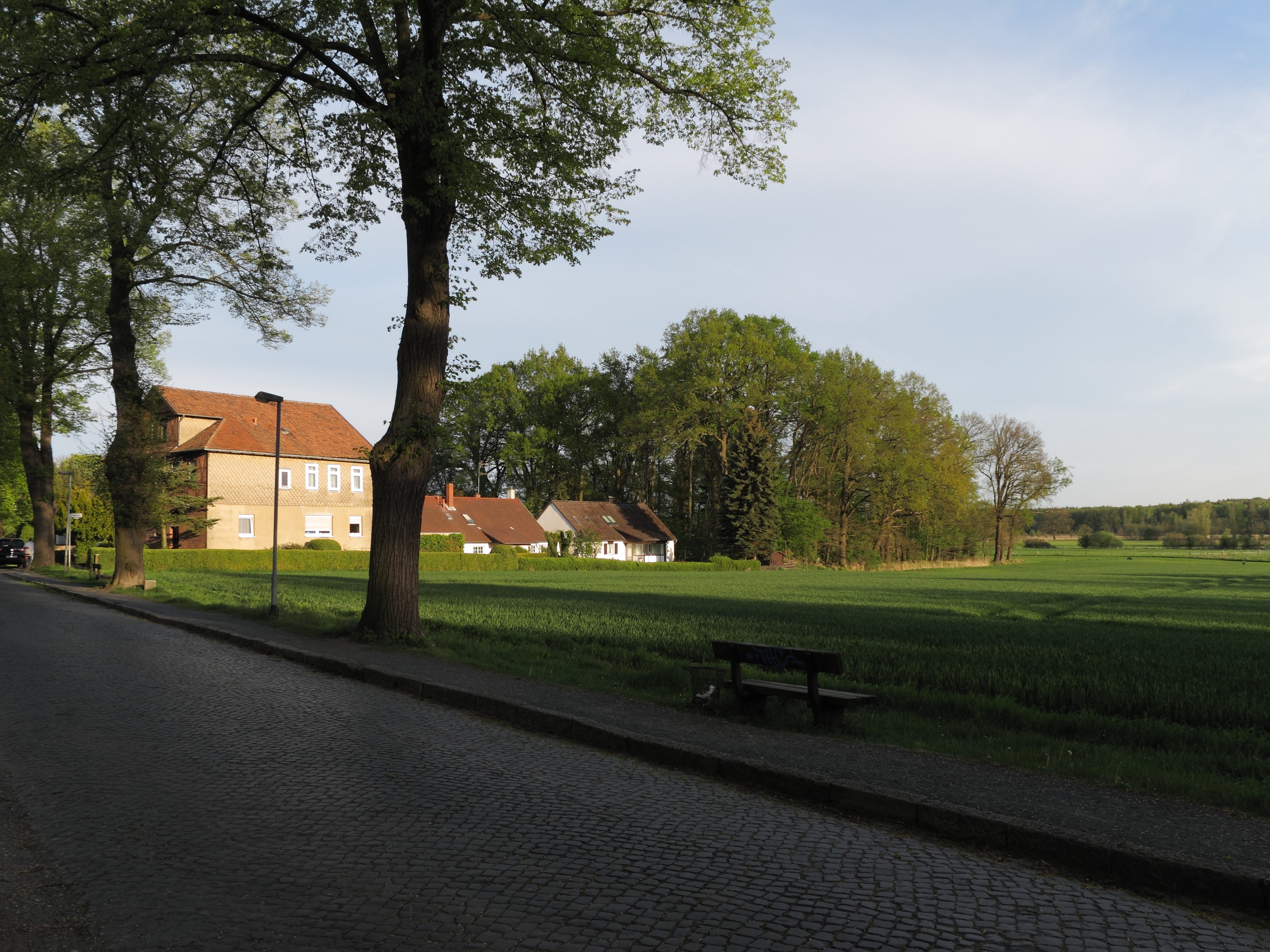
Schapen, Lindenallee

Braunschweig-Schapen ist ein Stadtteil von Braunschweig in Niedersachsen. Er ist etwa acht Kilometer von der Innenstadt Braunschweigs entfernt und gehört zum Stadtbezirk 111 – Hondelage-Volkmarode.

## Geschichte
Die Geschichte des Dorfes geht weit zurück bis etwa in das 9. Jahrhundert nach Christus. Erstmals wird Schapen im Jahr 1224 in einer Urkunde (als „Scepene“) erwähnt, die den Verkauf von zwei Hufen Land (60 Morgen) an Wilhelm von Volkmarode durch das Alexanderstift belegt. Die Ansiedlung mit dem „Lindenberg“ als zentralen Platz umfasste Ackerhöfe, Kothsassen sowie die Hirtenhäuser der Schäfer. Um das Jahr 1448 ging der Besitz an das Kloster Riddagshausen über. Erst das Braunschweiger Gesetz zur Ablöseordnung aus dem Jahr 1834 brachte den Landwirten die Möglichkeit, sich aus dem Dienstverhältnis zum Kloster freizukaufen.
In Schapen hatte die Weidewirtschaft eine lange Tradition, daher sind für das Jahr 1754 neben 569 Morgen Ackerland auch 234 Morgen Wiesenflächen verzeichnet. Um das Jahr 1900 wurde auf vielen Ackerflächen Spargelbau betrieben, so entstand 1905 im Ort eine eigene Konservenfabrik (Knopf & Telge), die auch die Erträge der umliegenden Gemeinden verarbeitete. 1961 wurde diese Fabrik geschlossen, weil sie unrentabel geworden war.
Der Name „Schapen“ stammt von „Scapen“ ab. Wahrscheinlich bezieht sich dieses Wort auf die anfängliche Schafzucht in dieser Region, da im Niederländischen „schaap“ Schaf bedeutet. Eine Gemeinde gleichen Namens befindet sich im Emsland, welche ein Schaf in ihrem Wappen hat.
Schapen liegt zwischen Volkmarode und Weddel (Gemeinde Cremlingen). Nördlich und südlich grenzen die Wälder „Schapener Forst“ und die „Buchhorst“ sowie der „Sandbach“ an das Dorf.
Ferner stammen seit 1989 die Ortsbürgermeister des Bezirkes 114 (ab 2021: 111) Volkmarode, zu dem neben Volkmarode auch Schapen und Dibbesdorf (ab 2021: auch Hondelage) gehören aus Schapen: Ab 1989 Horst Schmidt (CDU) und ab 2011 Ulrich Volkmann (SPD).

## Alter Bahnhof
Am 1. Oktober 1906 eröffnete die Braunschweig-Schöninger Eisenbahn etwa 500 m vom südwestlichen Dorfrand entfernt am Waldrand den Bahnhof Schapen. Der Bahnhof war Umschlagplatz für Zuckerrüben, Kartoffeln, Kohlen und Düngemittel, später auch für die Produkte der Schapener Dosenfabrik.
Die Personenbeförderung war bis zum 3. Oktober 1954 möglich, am 30. Juni 1971 wurde die gesamte Strecke stillgelegt und später abgerissen.
Während die Schienen, die quer durch die Buchhorst führen, heute nur noch an den dafür aufgeschütteten Trassen zu erkennen sind, ist der alte Bahnhof saniert worden und steht seit dem Jahr 2000 unter Denkmalschutz. Er ist jetzt Außenstelle des Instituts für Tierökologie und Zellbiologie Hannover. Zusammen mit dem gemütlichen Ausflugsrestaurant „Schäfer’s Ruh“ ist der Schapener Bahnhof ein oft besuchtes Ziel von Wanderern und Ausflüglern.

## Lenges Hof
Lenges Hof ist ein Fachwerkhof und seit 1663 im Familienbesitz. Seit 1997 befindet sich dort ein Bauernhofmuseum.

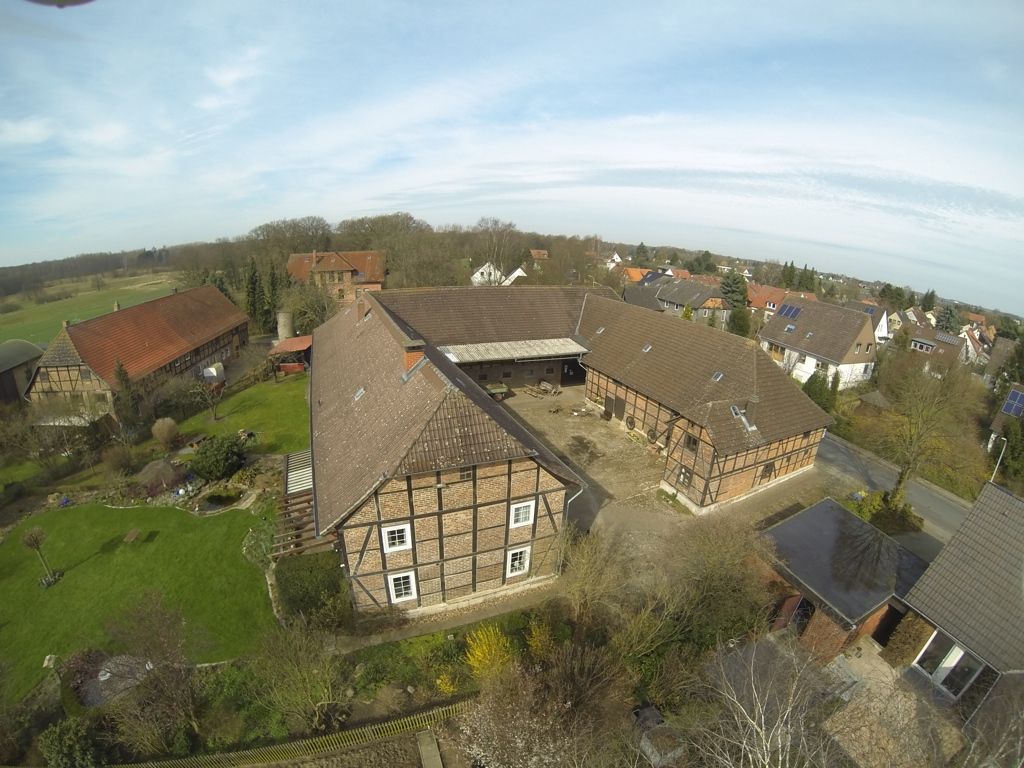
Bauernhofmuseum Lenges Hof

## Schapener Fahnenjagen
Das Schapener Fahnenjagen im Rahmen des Schapener Volksfestes ist eine Tradition, die Eingang in das Dorfwappen fand. Bei diesem Wettbewerb müssen die teilnehmenden Reiter durch eine etwa anderthalb Meter breite umzäunte Strecke reiten und den in Kopfhöhe aufgehängten Ring mit Hilfe eines länglichen Stabs im Galopp „aufspießen“. Die erreichte Punktzahl hängt von der Schwierigkeitsstufe, der Anzahl der geglückten Versuche und dem Stil ab, was von einer Jury ausgewertet wird.
Hierbei werden hölzerne Trophäen vergeben, die in Form von Fahnen oder Wimpeln an den Häuserwänden angebracht werden und so das Bild des Ortes prägen. Teilweise tragen sie das hölzerne Pferd oder den Namen des Gewinners.
Sonstiges
Schapen ist der einzige Braunschweiger Ortsteil, der vom Europäischen Fernwanderweg E6 (am Ostrand in Nord-Süd-Richtung) durchquert wird.

## Persönlichkeiten
- Otto Kampe, erster Lehrer des Ortes (Ehrenbürger)[2]
- Bernhard Kiekenap (1930–2020), Manager und Historiker
- Karl Ohlendorf, früherer Gemeindekassierer (Ehrenbürger)[2]
- Albert Spinn, ehemaliger Bürgermeister und Gemeindedirektor (Ehrenbürger)[2]
- Hartmut Lenge, Museumsdirektor Lenges Hof
- Horst Schmidt, Bürgermeister von Volkmarode, Dibbesdorf und Schapen von 1989-2011, Bundesverdienstkreuzträger

## Wappen
Das Wappen zeigt eine goldene Standarte auf einem blauen Schild.
Die Standarte als reitsportliche Trophäe symbolisiert den überlieferten Brauch des Fahnenjagens. Das Wappen wird manchmal mit einem silbernen springenden Pferd, das auf der Standarte steht, benutzt, um diese Tradition zu betonen. Die Farben Blau-Gelb entsprechen denen des Landkreises Braunschweig, dem der Ort bis zur Eingemeindung angehörte.
Arnold Rabbow hat das Wappen entworfen, es wurde am 7. Februar 1980 vom Ortsrat in Volkmarode, zu dem Schapen zu dieser Zeit gehörte, angenommen.